# Edgeplay
Con il termine inglese Edgeplay (lett. "gioco al limite") si indicano, nell'ambito del BDSM, l'insieme delle attività sessuali caratterizzate dallo spingersi ai limiti o oltre i limiti delle attività ritenute SSC (sane, sicure e consensuali). 
L'edgeplay, se non effettuato con adeguate forme di supervisione, di precauzioni sanitarie ovvero in modo inappropriato, può comportare:
- gravi rischi per la salute e per l'incolumità del soggetto, come ad es. nel caso di giochi di asfissia o con l'uso di pistole; sono noti alcuni episodi di cronaca nera, in cui tali pratiche erotiche si sono trasformate in veri e propri omicidi;
- difficoltà nel controllare gli esiti del gioco, ovvero rischi di emorragie nei giochi che provocano tagli, sanguinamenti, o pericolo di diffusione di malattie sessualmente trasmissibili, nel caso di barebacking, ovvero di sesso non protetto.
- danni psicologici, anche a lungo termine, come conseguenza di umiliazioni, pratiche reali o simulate di incesto, simulazioni di stupro etc., ovvero di violazione di tabù sociali particolarmente forti, come accade ad es. in attività di coprofilia o che comportano violenze fisiche e psicologiche relative al razzismo o altri giochi di ruolo particolarmente autoritari, legati ad es. a scene di nazismo.
- in ogni caso, danni e situazioni controverse tipiche del Total Power Exchange(TPE), ovvero delle relazioni sessuali caratterizzate da una totale cessione del controllo da parte di un soggetto nei confronti di un altro, che lo domina.

In ogni caso, il concetto di edgeplay e le attività che vi rientrano dipende soggettivamente dalle persone, o dalle comunità, che lo praticano; alcune ad es. ritengono debba esserne escluse la coprofilia o i giochi di ruolo relativi all'età (ageplay), perché troppo al limite, altri invece li ricomprendono fra le attività possibili.
Pur essendo quindi molto soggettiva la definizione dell'edgeplay, la costante è l'accordo dei partecipanti, dati determinati limiti di base, riguardanti il tipo di attività da svolgere, a non prevedere limiti specifici relativi alla salute o alla sicurezza fisica e psicologica dei partecipanti; i partecipanti, cioè, ammettono la possibilità di spingersi oltre questi limiti, affidando a coloro che detengono il controllo e la supervisione del gioco la cura dell'appropriatezza dello stesso. 